# Augustin Pacher
Augustin Pacher (auch August Pacher; * 2. Januar 1863 in München; † 27. März 1926 ebenda) war ein deutscher Kunst- und Glasmaler.

## Leben
Augustin Pacher, der Sohn des königlichen Chordirektors Aloys Pacher, besuchte von 1879 bis 1884 die Königliche Kunstgewerbeschule in München. Von 1884 bis 1892 war er in der Hofglasmalerei des Franz Xaver Zettler als entwerfender Künstler beschäftigt. Von 1893 bis 1896 besuchte er die Privatschule des Kunstmalers Friedrich Fehr. Nachfolgend entwarf er überwiegend für die Hofglasmalerei Joseph Peter Bockhorni Vorlagen für Glasfenster. Zudem schuf er Vorlagen für Paramente und Goldschmiedekunst, für Buchillustrationen und den Entwurf für Notgeldscheine nach der Inflationszeit.
Seit 1901 war er Ehrenmitglied der katholischen Studentenverbindung KDStV Aenania München im CV.

## Werke

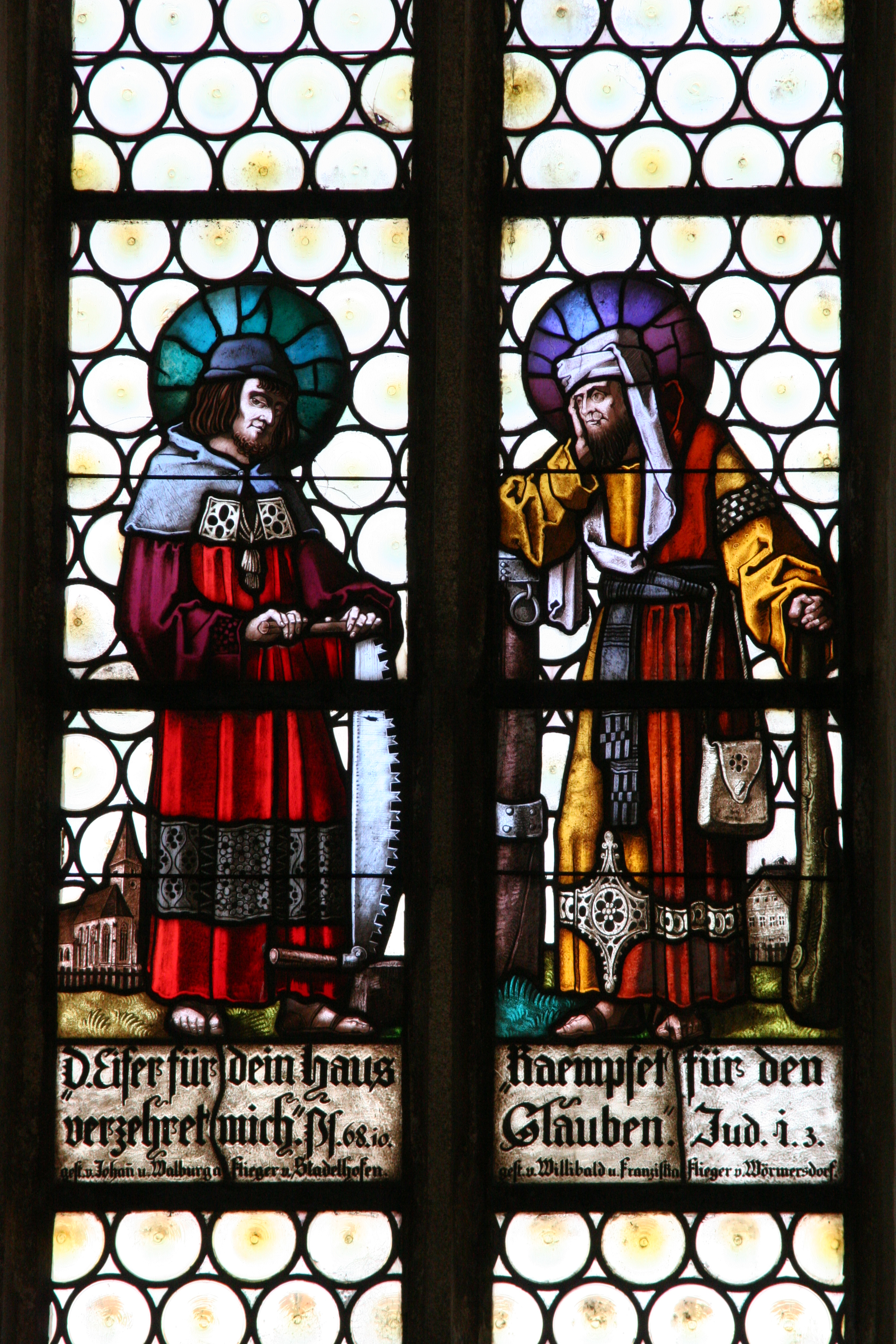
Apostelfenster der Pfarrkirche St. Sixtus in Pollenfeld

- Fenster der Herz-Jesu-Kirche (Augsburg) im Stadtteil Pfersee
- Fenster der Wendeltreppe des Neuen Rathauses München
- Fenster der Pfarrkirche zur Hl. Dreifaltigkeit in Karlskron
- Kapellenfenster auf die Burg Stein bei Trostberg
- Fenster der Pfarrkirche St. Paul (München), „Hl. Thimotheus und Hl. Titus“
- Fenster der Stadtpfarrkirche St. Johannes in Erding, „Die sieben Bitten des Vater Unsers“, 1898
- Fenster der Pfarrkirche St. Vitus Weichering, 1903
- Fenster der Pfarrkirche Mariä Himmelfahrt in Herxheim bei Landau/Pfalz, „Die vier Kirchenväter, St. Franziskus“, 1904
- Chorfenster der Stadtpfarrkirche St. Sigismund in Pleystein, „Maria Verkündigung, St. Petrus, St. Paulus“, 1905
- Fenster der Pfarrkirche in Bittenbrunn, 1907
- Fenster der Pfarrkirche St. Johann Baptist in München-Haidhausen, 1907
- Fenster der Pfarrkirche St. Stephanus, Moosen, 1912
- Fenster des Langhauses der Pfarrkirche St. Sixtus (Pollenfeld), „Zwölf Apostel“, 1913
- Paramente für die Stadtpfarrkirche St. Jakob in Wasserburg am Inn, 1913
- Chorfenster für die Jugendstilkirche Maria Immaculata Dietelskirchen, „Maria Immaculata umgeben von Engelchören“, 1914[1]
- Fenster für die Kriegsgedächtniskapelle in Lenggries, 1920
- Entwurf für eine Fahne für den Katholischen Mädchen-Jugendverein in St. Paul in München, 1920
- Fenster der Pfarrkirche Maria Himmelfahrt in Hachenburg, 1920